# Paramongaia
Paramongaia, monotipski rod jednosupnica iz porodice zvanikovki. Jedina vrsta je P. weberbaueri, lukovičasta geofita iz Perua (Anchash) i zapadne Bolivije.
Nekada član bivšeg tribusa Clinantheae.

## Sinonimi
- Paramongaia superba Ravenna